# Männer, Bomben, Satelliten
Männer, Bomben, Satelliten ist ein Studioalbum der Kassierer aus dem Jahre 2003.

## Hintergrund
Musikalisch zeigt „Männer, Bomben, Satelliten“ erneut eine enorme stilistische Vielfalt. Neben Punkrock gibt es Schlager-, Volksmusik-, Ska- und sogar Country-Elemente zu hören. Textlich gibt sich die Band teilweise ungewohnt politisch („Das politische Lied“, „Schnaps und Bier“) und lässt Wölfi auch über Fußball singen, obwohl dieser sich gar nicht dafür interessiert. Der Song „Ich bin faul“ handelt davon, dass der Protagonist den Haushalt vernachlässigt, zunimmt und vor lauter Antriebslosigkeit sogar in seinen Sessel scheißt. Das Cover zeigt die Band, die in Militärkostümen vor einer strategischen Karte steht, auf der Punk als Fluss dargestellt die Gebiete Kultur und Kommerz trennt.
Als Coverversion ist „Du läßt Dich geh’n“ enthalten, die deutsche Version des Charles-Aznavour-Chansons „Tu t’laisses aller“. Andererseits wurde auf dem Kassierer-Tribute-Album „Kunst“ unter anderem der Song „Du hast geguckt“ von Gunter Gabriel gecovert, sowie „Meister aller Fotzen“ von Bela B. und Rodrigo González (als „2 Fickende Hunde“).

## Rezeption
Ingo Neumayer sprach der Band in einer Visions-Rezension zu, nahe am Begriff der Kunst zu sein, und lobte die musikalische Vielfalt. Im Ox-Fanzine pries Thomas Hähnel das Album als Rückbesinnung auf das 1993er Werk Der heilige Geist greift an an, wenn auch einige Witze nicht mehr ganz neu seien.
Der Song „Das Schlimmste ist wenn das Bier alle ist“ hat sich schnell zu einem Klassiker entwickelt, mit dem die Band 2013 auch in der Sendung Circus HalliGalli auftrat. Sänger Wölfi war dabei nackt, was zu einer verstörten Reaktion des Studiogastes Lena Meyer-Landrut führte.

## Songliste
1. Ich bin faul – 2:55
2. Das politische Lied – 1:40
3. Partylöwe – 2:53
4. Mein schöner Hodensack – 1:40
5. Warum ich immer so traurig bin – 0:13
6. Schnaps und Bier – 2:12
7. Für Udo – 1:18
8. Mein Gehirn, dein Gehirn – 2:00
9. Arsch abwischen – 0:51
10. How Does It Feel? – 2:14
11. Das Lied vom Hass – 3:21
12. Kuckuck! – 1:02
13. Hoch den Rock, rein den Stock – 0:59
14. Du hast geguckt – 3:24
15. Der Harn von Rudi Carrell – 0:26
16. Kommste mit ins Stadion – 2:51
17. Meister aller Fotzen – 5:17
18. Meine Interessen – 0:47
19. Das Schlimmste ist, wenn das Bier alle ist – 3:12
20. Du läßt Dich geh’n – 3:41
21. Die Kassierer, was ist das eigentlich? (Teil 2) – 0:50